# Grézieux-le-Fromental
Grézieux-le-Fromental é uma comuna francesa na região administrativa de Auvérnia-Ródano-Alpes, no departamento de Loire. Estende-se por uma área de 10,31 km². Em 2010 a comuna tinha 253 habitantes (densidade: 24,5 hab./km²).